# Martin Maingaud

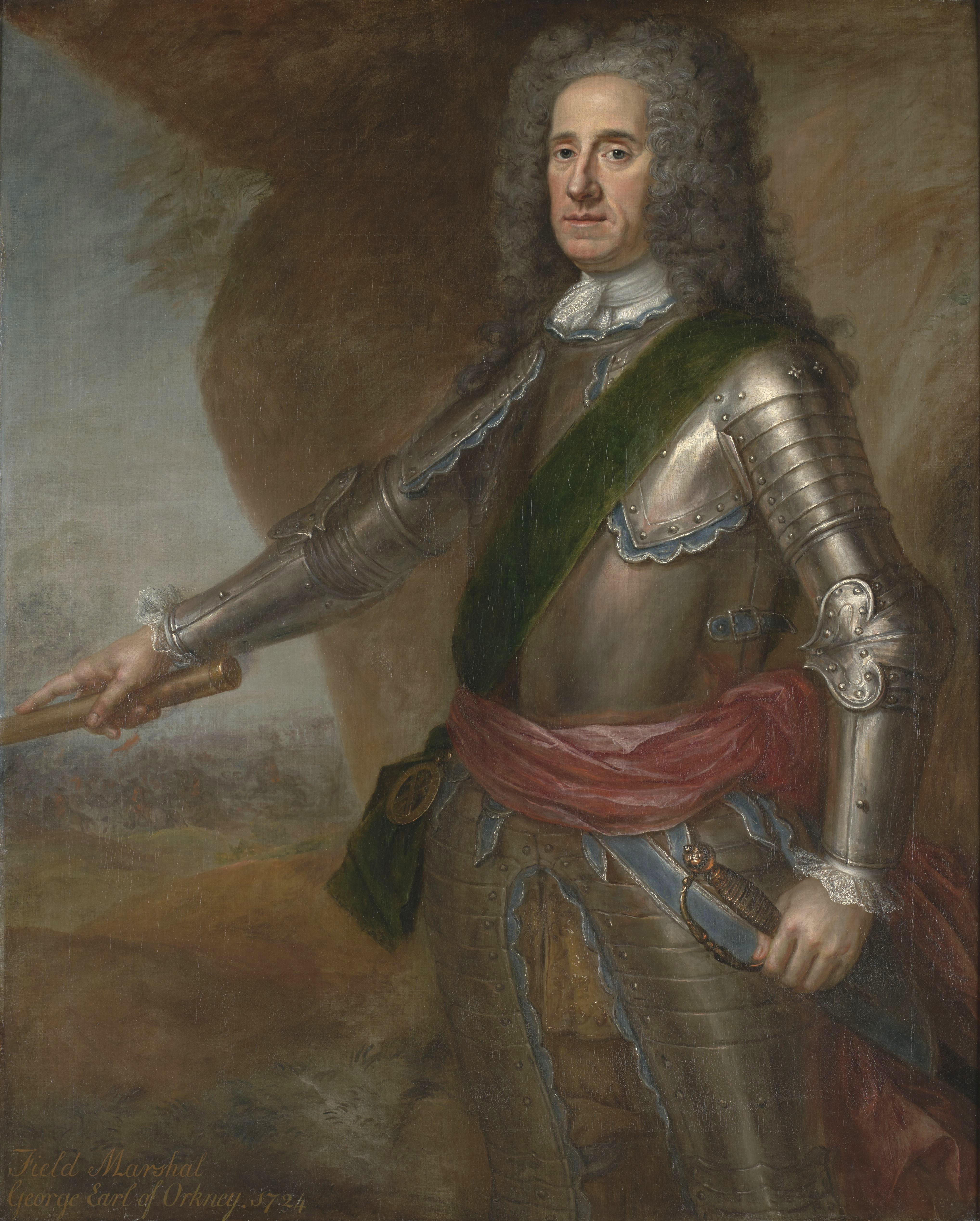
Ritratto di George Douglas-Hamilton, primo duca di Orkney, 1724

Martin Maingaud (... – 1725?) è stato un pittore francese.

## Biografia
Ignota è l'origine del pittore e le sue date di nascita e morte. Fu pittore di corte per Massimiliano II Emanuele di Baviera dal 1699 al 1706, tra Monaco di Baviera e Bruxelles. Come ritrattista della corte bavarese e della nobiltà europea rimase nella tradizione della "grand art" francese.